# J.-H. Rosny jeune

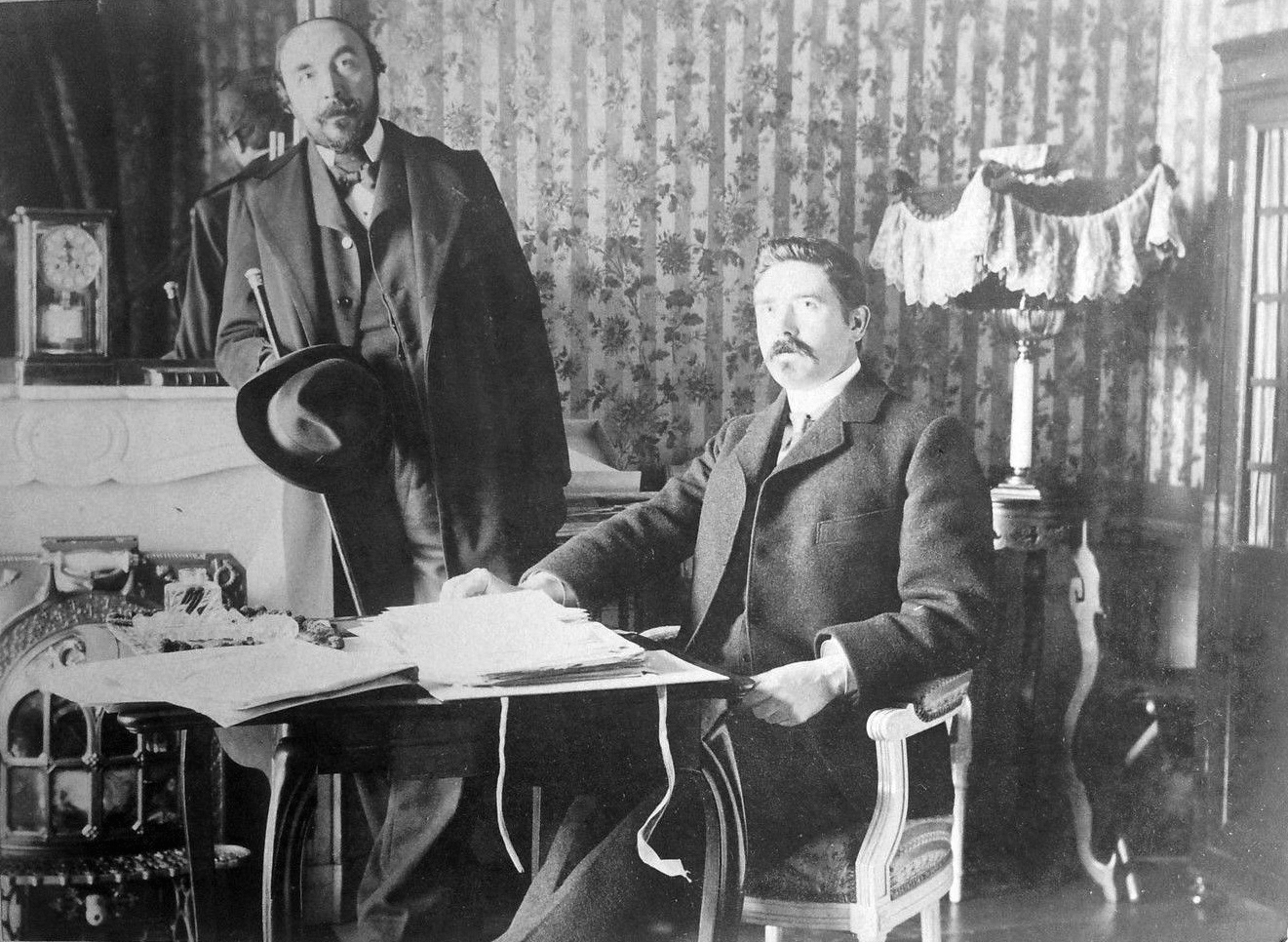
J.-H. Rosny de Dornac

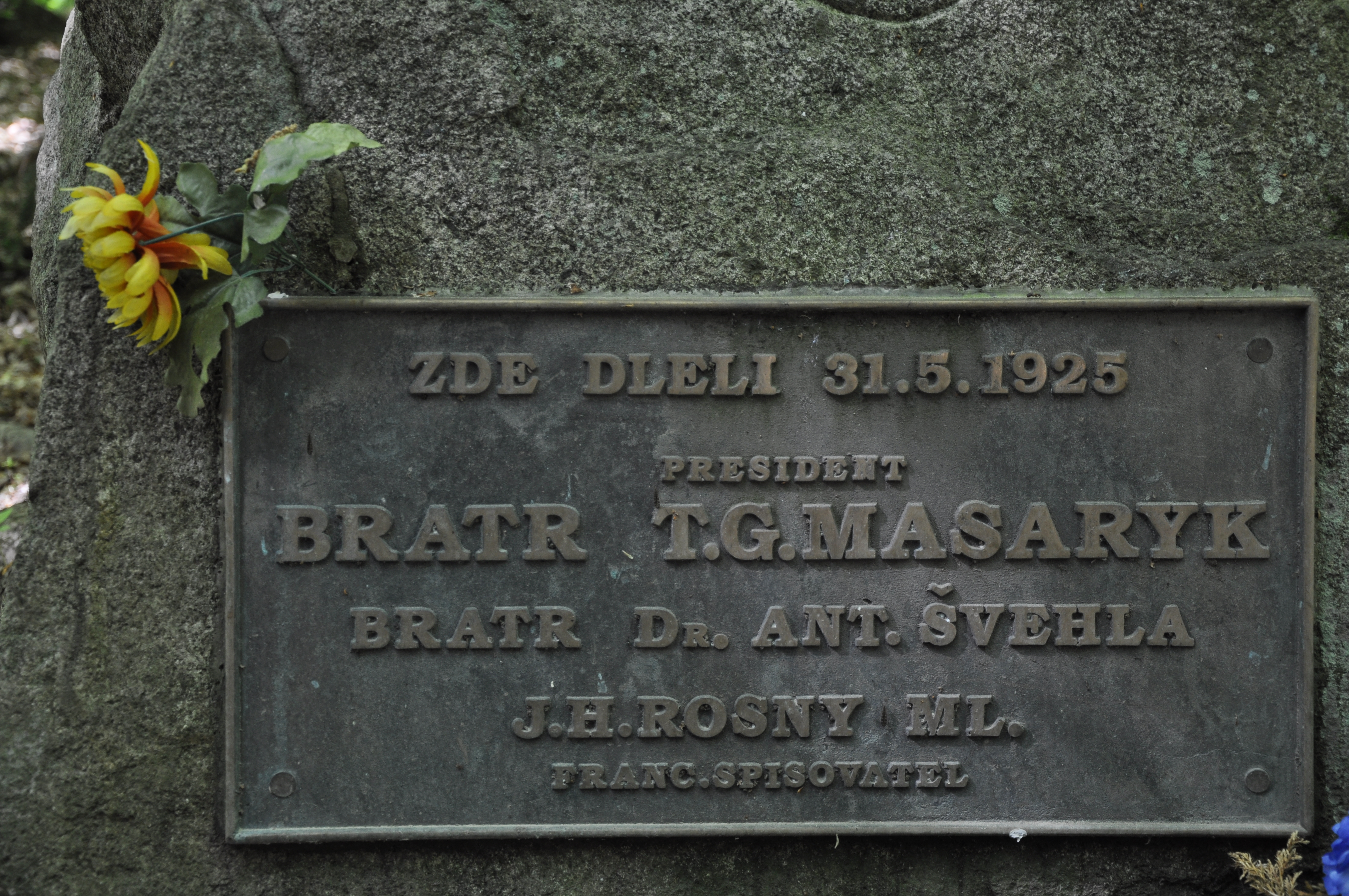

J.-H. Rosny jeune a fost pseudonimul lui Séraphin Justin François Boex (n. 21 iulie 1859, Brussel, Comunitatea Francofonă din Belgia⁠(d), Belgia – d. 21 iulie 1948, Ploubazlanec, Bretagne, Franța), un autor francez de origine belgiană care, împreună cu fratele său mai cunoscut, J.-H. Rosny aîné, este considerat una dintre figurile fondatoare ale științifico-fantasticului modern. Născut la Bruxelles în 1859, până în 1909 a scris mai multe lucrări împreună cu fratele său mai mare Joseph Henri Honoré Boex sub pseudonimul J.-H. Rosny. După ce și-au încheiat colaborarea, Joseph Boex a continuat să scrie sub numele J.-H. Rosny aîné (Rosny senior) în timp ce Séraphin a folosit „Rosny jeune” (Rosny junior). 
În 1903, Séraphin Boex a fost în primul juriu al Prix Goncourt împreună cu fratele său. A murit în 1948 la Ploubazlanec, Côtes-du-Nord, Franța. 

## Lucrări (individuale)
- L'Affaire Dérive (1909)
- La Leçon de la vie (1910)
- La Toile d'araignée (1911)
- Sépulcres blanchis (1913)
- La Carapace (1914)
- Mimi, les profiteurs et le poilu (1919)
- Fanchon-la-Belle (1921)
- La Messe mondaine (1923)
- Claire Técel, avocat à la cour (1924)
- La Courtisane passionnée. Roman du luxe parisien (1924)
- La Courtisane triomphante. Roman du luxe parisien (1925)
- Les beaux yeux de Paris. Le roman de Paris (1926)
- Les Origines – La Préhistoire (1926)
- Hosségor (1926)
- La Métisse amoreuse. Roman de moeurs de Paris (1927)
- Le Soupçon (1927)
- Les Chaperons blancs – roman (1928)
- Les Plaisirs passionnés – roman (1929)
- Les Amours d'Elisabeth d'Angleterre (1929)
- La Pantine (1930)
- La Juive chrétienne – roman (1931)
- Sous les signes de la beauté (1931)
- Nos bêtes amicales (1932)
- L'Île des fleurs (1932)
- La Cité infernale (1933)
- Papillons de nuit (1933)
- Une reine des rues (1935)
- Le Pharmacie des près (1939)
- Le Banquet de Platon (1943)
- Le Destin de Marin Lafaille (1946)

## Legături externe
- J.-H. Rosny jeune la Internet Speculative Fiction Database